# Christer Isaksson
Valter Christer Isaksson, född 4 maj 1951 i Ronneby, är en svensk författare och fristående skribent, som medverkat regelbundet i Finanstidningen, Sydsvenskan och TV8. Han genomgick Journalisthögskolan i Göteborg (nu JMG) och flyttade senare till Stockholm.
Under 1980-talet hade han olika uppdrag i det svenska regeringskansliet och var medarbetare till Ingvar Carlsson och Lena Hjelm-Wallén.
Som journalist har han medverkat i Kristianstadsbladet, Svenska Dagbladet, A-Pressen, Expressen, TV4, TV8, och Dagens Politik.
Sedan riksdagsvalet 2002 har han konstruerat valkompasser i samarbete med i första hand statsvetaren Tommy Möller. I riksdagsvalen 2006, 2010, 2014 och 2018 skapades Valkompassen i samarbete mellan Isaksson, Möller och TT Nyhetsbyrån.

## Priser och utmärkelser
- 2007 – Svenska Deckarakademins pris för För ung att dö
- 2008 – För ung att dö utsågs till Årets bok om svensk historia 2007
- 2016 – Maten och moralen belönades av Måltidsakademien i kategorin Essäer kring måltiden när årets svenska måltidslitteratur utsågs.
- 2017 – Maten och moralen tilldelades ett Special Award när Gourmand World Cookbook Awards utsågs världens bästa måltidslitteratur i Yantai, Kina, 27-28 maj 2017.